# Оленівка (Подільський район)
Оле́нівка — село у складі Балтської міської громади у Подільському районі, Одеська область. Раніше було підпорядковано власній Оленівській сільській раді.
Розташоване за 10 км від центру громади — міста Балта. На півдні межує з селом Мошняги, на сході з селом Мирони, на півночі з селом Лісничівка та на заході з селом Євтодія.

## Історія
За адміністративними поділами — з 16 сторіччя Брацлавський повіт, з 19 сторіччя Балтський повіт, 20 сторіччя Балтський район.
Село Оленівка засноване в 1759 році.
Господарем земель на той час був польський пан Мошняг. У пана було дві дочки. З однією з дочок він проживав на правому березі річки Кодима заснував там село Мошняги.  Землі на лівому березі пан подарував своїй дочці Олені, в честь якої і назване село Оленівка. 
7 (20) листопада 1917 року, відповідно до Третього Універсалу Української Центральної Ради, увійшло до складу Української Народної Республіки. 
Під час організованого радянською владою Голодомору 1932—1933 років померло щонайменше 10 жителів села.
12 червня 2020 року, відповідно до Розпорядження Кабінету Міністрів України від № 724-р «Про визначення адміністративних центрів та затвердження територій територіальних громад Одеської області», увійшло до складу Балтської міської територіальної громади.
19 липня 2020 року, в результаті адміністративно-територіальної реформи і ліквідації Балтського району, село увійшло до складу новоутвореного Подільського району.

## Населення
Згідно з переписом 1989 року населення села становило 840 осіб, з яких 342 чоловіки та 498 жінок.
За переписом населення 2001 року в селі мешкали 672 особи.

### Мова
Розподіл населення за рідною мовою за даними перепису 2001 року:
| Мова       | Відсоток |
| ---------- | -------- |
| українська | 92,34 %  |
| російська  | 5,89 %   |
| румунська  | 1,18 %   |
| білоруська | 0,15 %   |
| болгарська | 0,15 %   |

## Визначні пам'ятки
У селі споруджено три пам'ятники полеглим воїнам під час Другої світової війни. На території Оленівки виявлені поселення бронзової доби (II тисячоліття до н. е.).